# Hermann Fränkel
Hermann Ferdinand Fränkel (* 7. Mai 1888 in Berlin; † 8. April 1977 in Santa Cruz, Kalifornien) war ein deutschamerikanischer Altphilologe.

## Leben
Fränkels Vater Max war Klassischer Philologe und Bibliothekar der Berliner Museen sowie Mitarbeiter des Corpus Inscriptionum Graecarum, sein Großvater der Orientalist Ferdinand Benary. Dadurch kam Fränkel bereits in sehr jungen Jahren mit der Antike in Berührung. Nach dem Abitur studierte er Klassische Philologie und Germanistik in Berlin, Bonn und Göttingen. Zu seinen Lehrern zählten renommierte Altphilologen wie Ulrich von Wilamowitz-Moellendorff, Franz Bücheler und Friedrich Leo. 1915 wurde Fränkel an der Universität Göttingen mit der Studie De Simia Rhodio zum Dr. phil. promoviert. Im selben Jahr heiratete er Lilli, die Schwester seines Kollegen und Namensvetters Eduard Fraenkel.
Nach einer Unterbrechung seiner Ausbildung, während der er als Kavallerist am Ersten Weltkrieg teilnahm, schloss er 1920 sein Studium mit dem Staatsexamen für das höhere Lehramt ab. Im selben Jahr habilitierte er sich in Göttingen mit einer Arbeit über die Gleichnisse bei Homer. Anschließend arbeitete er als Assistent und Oberassistent am Institut für Altertumskunde der Universität Göttingen. 1925 erhielt er den Titel eines außerplanmäßigen Professors. In Berufungsverfahren verschiedener Universitäten wurde er wegen seiner jüdischen Abstammung mehr oder weniger offen abgelehnt, obwohl sich viele seiner namhaften Kollegen und Schüler wie Bruno Snell für ihn einsetzten.
Nach der Machtübernahme durch die Nationalsozialisten und der Verschärfung der Rassendiskriminierung emigrierte Fränkel 1935 mit seiner Familie über England in die USA. Dort erhielt er an der Stanford University eine Lehrstuhlvertretung, die aufgrund der positiven Resonanz seiner Schüler und Kollegen in eine ordentliche Professur umgewandelt wurde. Daneben hielt Fränkel mehrere Vorlesungen und Vorträge als Gastdozent, u. a. an der Universität von Kalifornien in Berkeley. Nach seiner Emeritierung 1953 bemühte er sich um eine Berufung nach Göttingen, da sein Ruhegehalt sehr gering war. Diese Bemühungen waren vergeblich, und Fränkel musste sogar um sein Ruhegehalt als Professor kämpfen, das ihm erst im Februar 1957 gewährt wurde. Er nahm verschiedene Gastprofessuren an, u. a. an der Cornell University und von 1955 bis 1960 in Freiburg im Breisgau, seit 1956 als Honorarprofessor. 1956 wurde er zum korrespondierenden Mitglied der Akademie der Wissenschaften zu Göttingen und 1970 der British Academy gewählt.
Er war der Vater des Sinologen Hans Fränkel (1916–2003).

## Leistungen
Fränkel gilt als feinsinniger Interpret der griechischen Dichtung und Philosophie. Dabei forschte er intensiv über die Stilentwicklung von der frühgriechischen Dichtung an. 1923 legte er mit seinem Werk Eine Stileigenheit der frühen griechischen Literatur eine ausführliche stilistische Untersuchung der Werke von Sappho, Alkaios, Archilochos und Anakreon vor. Mit seinem Ansatz, das literarische Kunstwerk als Einheit von Stil und Inhalt zu betrachten, war er der Klassischen Philologie seiner Zeit weit voraus. 1951 wurde in der Reihe Philological Monographs mit Dichtung und Philosophie des frühen Griechentums eine weitere Studie zur Stilentwicklung und Philosophie der griechischen Archaik veröffentlicht. Daneben befasste sich Fränkel auch mit den lateinischen Dichtern, allen voran Ovid. In seinen letzten Lebensjahren galt sein wissenschaftliches Interesse vor allem Apollonios von Rhodos und der antiken Grammatik. Sein letztes Werk wurde das 1974 veröffentlichte Grammatik und Sprachwirklichkeit.
Im November 2023 wurde für Hermann Fränkel und seine Familie Stolpersteine an seiner letzten Wohnadresse in Göttingen verlegt.

## Schriften (Auswahl)
- Die homerischen Gleichnisse. Vandenhoeck & Ruprecht, Göttingen 1921.
- Parmenidesstudien. Weidmann, Berlin 1930.
- Ovid. A Poet Between Two Worlds. University of California Press, Berkeley 1945.
- Dichtung und Philosophie des frühen Griechentums. American Philological Association, New York 1951.
- Wege und Formen frühgriechischen Denkens. Literarische u. philosophische Studien. Beck, München 1955 (darin S. xx-xxiii Schriftenverzeichnis).
- Wege der Wissenschaft zur Wirklichkeit. H. F. Schulz, Freiburg 1957.
- Apollonius Rhodius: Argonautica. Oxford University Press, Oxford 1961 (in der Reihe Oxford Classical Texts).
- Einleitung zur kritischen Ausgabe der Argonautika des Apollonios. Vandenhoeck & Ruprecht, Göttingen 1964.
- Noten zu den Argonautika des Apollonios. Beck, München 1968.
- Grammatik und Sprachwirklichkeit. Beck, München 1974.